# Софи Жермен
Мари-Софи Жермен (на френски: Marie-Sophie Germain) е френски учен – математик, физик и философ.

## Биография
Родена е на 1 април 1776 г. в Париж, Франция, в семейството на бижутер. Въпреки първоначалната съпротива от страна на родителите си и трудностите, представени от общество, тя придобива образование от книгите в библиотеката на баща си и от кореспонденция с известни математици като Лагранж, Лежандър и Гаус.
Като един от пионерите на Теорията на Еластичността, тя печели голямата награда на Парижката академия на науките за есе по този въпрос. Нейната работа по последната теорема на Ферма дава основа за математиците да проучват този въпрос в продължение на много години след това. Заради нейния пол не успява да направи кариера от математиката, но работи самостоятелно през целия си живот.
Умира на 27 юни 1831 г. в Париж на 55-годишна възраст.